# 宮城県道121号山下停車場線
宮城県道121号山下停車場線 （みやぎけんどう121ごう やましたていしゃじょうせん）は、宮城県亘理郡山元町の東日本旅客鉄道 山下駅と国道6号を結んでいた一般県道である。2024年（令和6年）3月29日廃止。

## 路線概要
山下駅から西進し、旧国道6号にぶつかったところで北に向きを変え、現在の国道6号に合流するところで終点となっていた。
- 起点：旧・山下駅
- 終点：亘理郡山元町山寺（国道6号交点）
- 実延長：3,141.6 m

## 通過する自治体
- 宮城県
  - 亘理郡
    - 山元町

## 接続する道路
- 国道6号 （山元町山寺）

## 周辺
旧国道6号に当たる部分が山下の市街地である。